# Джон Малкольм Стал
Джон Малкольм Стал (англ. John Malcolm Stahl; при народженні: Яков Морріс Стрелицький (англ. Jacob Morris Strelitsky); 21 січня 1886, Баку, Азербайджан, Російська імперія — 12 січня 1950, Голлівуд, Каліфорнія, США) — американський кінорежисер і продюсер, найбільше відомий роботами 1930-40-х років. Один із 36 засновників Академії кінематографічних мистецтв і наук.

## Біографія

### Ранні роки
Джон М. Стал народився 21 січня 1886 року в Баку, Азербайджан (в той час — частина Російської імперії), в єврейській родині. Коли він був дитиною, сім'я переїхала в США, осівши в Нью-Йорку.
Здобувши поверхневу освіту в школі, 16-річний Джон пішов в театральні актори, а в 1913 році він прийшов в кіно, почавши грати в епізодичних ролях. Рік по тому його взяла на роботу в якості режисера бруклінська студія «Вітаграф». Більшість його картин на «Вітаграф» з роками була загублена, хоча точно відомо, що він поставив серію історичних короткометражок під загальною назвою «Цикл про Лінкольна» (1917).
«Майстер жіночої мелодрами», Джон Стал почав працювати в кіно у 1914 році, продемонструвавши вміння піднімати банальний сентиментальний матеріал на більш високий рівень. У 1917 році він перейшов на роботу в нью-йоркську компанію кінопродюсера Луїса Б. Маєра, і в 1924 році брав участь в процесі входження компанії Маєра до новоствореної студії «Метро-Голдвін-Майєр», де потім кілька років пропрацював режисером.

### Робота на «Тіффані пікчерс» (1927—1931)
В 1927–1930 роках Стал був віцепрезидентом і режисером-продюсером незалежної кінокомпанії «Тіффані Пікчерс», яку він перейменував в «Тіффані-Стал». Студія поставила безліч фільмів категорії В, серед них як німі, так і 70 звукових фільмів.
У період з 1927 по 1929 роки Стал був продюсером більш ніж 40 фільмів студії «Тіффані-Стал», найбільш успішними серед яких були комедійний мюзикл «Щасливий хлопець» (1928), пригодницька драма «Пропавший цепелін» (1929), детектив «Фарбовані обличчя» (1929) і комедія «Містер Антоніо» (1929).

### Режисерська кар'єра на студії «Юніверсал» (1930—1939)
З появою звукового кіно Стал продав свою долю в кінокомпанії «Тіффані-Стал» і в 1930 році підписав контракт зі студією «Юніверсал». На цій студії Стал розробив власний режисерський стиль, сміливо поєднуючи елементи сентиментальності, чуттєвої мелодрами та пісної романтики з акцентом на сильних і впевнених у собі жіночих персонажах. Його головними роботами для «Юніверсал» стають мелодрами «Абсолютно непорядно» (1931), «Закуток» (1932), «Імітація життя» (1934) і «Прекрасна одержимість» (1935).
Стал поставив на «Юніверсал» дев'ять фільмів, першими серед яких були мелодрама «Леді капітулює» (1930) за участю Конрада Найджела, Женев'єви Тобін та Роуз Гобарт, і романтична комедія «Абсолютно непорядно» (1931) з Полом Лукасом і Сідні Фокс. Великого успіху Стал домігся з мелодрамою «Насіння» (1931) про письменника, який після успіху свого роману їде зі своїм літературним агентом в Париж, кидаючи дружину і п'ятьох дітей.
У 1936 році Стал перейшов працювати на один фільм на студію «Метро-Голдвін-Майєр», де провалився в якості продюсера і режисера біографічної мелодрами «Парнелл», відомої як найгіршої й найменш успішної стрічки з Кларком Ґейблом в головній ролі.
На початку 1940-х років Став пішов зі студії й працював фрилансером, в цей період його найпомітнішим фільмом була романтична комедія «Наша дружина» (1941) з Мелвіном Дугласом в ролі композитора, який після розлучення з дружиною починає пити, але його рятує нова любов.

### Кар'єра на студії «Двадцяте століття Фокс» (1943—1949)
В 1943 році Стал уклав контракт зі студією «Двадцяте століття Фокс», де протягом наступних семи років поставив одинадцять картин, серед них такі «комерційно привабливі» фільми, як «Ключі від царства небесного» (1944) і класична мильна опера «Бог їй суддя» (1945).
Першою картиною на новій студії була комедійна мелодрама «Священні шлюбні зв'язки» (1943) про визнаного британського художника-відлюдника, який прожив 20 років на одному з тихоокеанських островів в компанії свого слуги. Після повернення до Британії, щоб уникнути галасу, він вирішує видати себе за слугу, який помер в дорозі. Військова драма «Безсмертний сержант» (1943), яка розповідає про бойові дії британського загону в Північній Африці під час Другої світової війни очима його командира.
Драма «Ключі від царства небесного» (1944) була присвячена долі шотландського католицького священника, який пропрацював практично все життя в католицькій місії у Китаї, стикаючись з ворожістю, ізоляцією, хворобами, бідністю та іншими нещастями, що тільки зміцнили його віру. Фільм був номінований на чотири премії «Оскар».
У 1945 році Стал поставив свій, ймовірно, найуспішніший фільм, нуарівську мелодраму «Бог їй суддя» (1945). Фільм розповідає про егоїстичну неконтрольовано-ревниву любов світської дами до письменника, заради якої вона готова піти на вбивство його брата-інваліда, своєї власної ненародженої дитини й навіть закінчує життя самогубством, щоб підставити свою зведену сестру, яку вона запідозрила в романі з чоловіком. Фільм завоював «Оскар» за кращу операторську роботу, а також одержав ще три номінації.
Останніми картинами Джона М. Стала була спортивна комедія «Батько грав у захисті» (1949) за участю Фреда МакМюррея та Морін О'Хари і мюзикл «О, красуня» (1949) з Марком Стівенсом і Джун Гейвер.

### Смерть
В 1949 році Стал вийшов на пенсію. Він помер 12 січня 1950 року в Голлівуді у лікарні від серцевого нападу.

## Фільмографія
| Рік  |   | Українська назва                     | Оригінальна назва                    | Роль              |
| ---- | - | ------------------------------------ | ------------------------------------ | ----------------- |
| 1919 | ф | Її кодекс честі                      | Her Code of Honor                    | режисер           |
| 1926 | ф | Веселий обманщик                     | The Gay Deceiver                     | режисер           |
| 1927 | ф | Коханці?                             | Lovers?                              | режисер, продюсер |
| 1927 | ф | Принц-студент у Старому Гейдельберзі | The Student Prince in Old Heidelberg | режисер           |
| 1929 | ф | Розфарбовані обличчя                 | Painted Faces                        | продюсер          |
| 1934 | ф | Імітація життя                       | Imitation of Life                    | режисер           |